# Sohu
Sohu, Inc. (кит .: 搜狐; пиньинь: Sōuhú; букв. «Search-fox») — китайская интернет-компания со штаб-квартирой в Sohu Internet Plaza в районе Хайдянь в Пекине. Sohu и её дочерние компании предлагают рекламу, поисковую систему, многопользовательские онлайн-игры и другие услуги.